# Yushi Nagashima
Yushi Nagashima (født 12. juli 1996) er en japansk fodboldspiller, som spiller for den japanske fodboldklub FC Gifu.